# Fuentemolinos
Fuentemolinos – gmina w Hiszpanii, w prowincji Burgos, w Kastylii i León, o powierzchni 12,81 km². W 2011 roku gmina liczyła 106 mieszkańców.